# Nghiện máy tính
Nghiện máy tính có thể được mô tả là việc sử dụng máy tính quá mức. Việc sử dụng máy tính vẫn tiếp tục mặc dù có những hậu quả tiêu cực nghiêm trọng đối với chức năng cá nhân, xã hội hoặc nghề nghiệp.  Một khái niệm rõ ràng khác được Block nêu ra, cụ thể rằng "Về mặt khái niệm, chẩn đoán là một rối loạn phổ cưỡng bức liên quan đến việc sử dụng máy tính trực tuyến và/hoặc ngoại tuyến và bao gồm ít nhất ba loại phụ: chơi game quá mức, bận tâm tình dục quá mức và e-mail/nhắn tin văn bản quá mức". Mặc dù người ta dự đoán rằng loại nghiện mới này sẽ tìm thấy một vị trí trong các rối loạn bắt buộc trong DSM-5, phiên bản hiện tại của Cẩm nang Chẩn đoán và Thống kê Rối loạn Tâm thần, nó vẫn được coi là một rối loạn không chính thức. Khái niệm nghiện máy tính được chia thành hai loại, đó là nghiện máy tính ngoại tuyến (offline) và nghiện máy tính trực tuyến (online). Thuật ngữ nghiện máy tính ngoại tuyến thường được sử dụng khi nói về hành vi chơi game quá mức, có thể được thực hiện cả ngoại tuyến và trực tuyến. Nghiện máy tính trực tuyến, còn được gọi là nghiện Internet, nói chung được chú ý nhiều hơn từ nghiên cứu khoa học so với nghiện máy tính ngoại tuyến, chủ yếu là do hầu hết các trường hợp nghiện máy tính có liên quan đến việc sử dụng Internet quá mức.
Mặc dù nghiện thường được sử dụng để mô tả sự phụ thuộc vào các chất, nghiện cũng có thể được sử dụng để mô tả việc sử dụng Internet bệnh lý. Các chuyên gia về nghiện Internet đã mô tả hội chứng này là một cá nhân đang làm việc mạnh mẽ trên Internet, sử dụng Internet kéo dài, sử dụng Internet không kiểm soát được, không thể sử dụng Internet với thời gian hiệu quả, không quan tâm đến thế giới bên ngoài, không dành thời gian bên ngoài với những người từ thế giới bên ngoài, và sự gia tăng cảm giác cô đơn và sự thất vọng của họ. Tuy nhiên, chỉ cần làm việc nhiều giờ trên máy tính không có nghĩa là ai đó bị nghiện.

## Triệu chứng
- Bị máy tính thu hút ngay khi thức dậy và trước khi đi ngủ.
- Thay thế sở thích cũ bằng việc sử dụng quá nhiều máy tính và sử dụng máy tính làm nguồn giải trí và lý do trì hoãn chính của một người
- Thiếu tập thể dục và/hoặc tiếp xúc ngoài trời vì sử dụng máy tính liên tục, điều này có thể gây ra nhiều vấn đề sức khỏe như béo phì

## Các hiệu ứng
Việc sử dụng máy tính quá mức có thể dẫn đến hoặc xảy ra với:
- Thiếu mặt đối mặt với giao tiếp xã hội
- Hội chứng thị giác máy tính

## Nguyên nhân
Kimberly Young  chỉ ra rằng nghiên cứu trước đây liên quan đến nghiện internet/máy tính với các vấn đề sức khỏe tâm thần hiện có, đáng chú ý nhất là trầm cảm. Cô nói rằng nghiện máy tính có ảnh hưởng đáng kể về mặt xã hội như lòng tự trọng thấp trong tâm lý và nghề nghiệp khiến nhiều đối tượng có kết quả học tập kém.
Theo một nghiên cứu của Hàn Quốc về nghiện internet / máy tính, việc sử dụng internet một cách bệnh lý dẫn đến những tác động tiêu cực đến cuộc sống như mất việc làm, đổ vỡ hôn nhân, nợ tài chính và thất bại trong học tập. 70% người dùng internet ở Hàn Quốc được báo cáo là chơi trò chơi trực tuyến, 18% trong số đó được chẩn đoán là nghiện trò chơi liên quan đến nghiện internet/máy tính. Các tác giả của bài báo đã thực hiện một nghiên cứu sử dụng bảng câu hỏi của Kimberly Young. Nghiên cứu cho thấy rằng phần lớn những người đáp ứng yêu cầu nghiện internet/máy tính phải chịu những khó khăn và căng thẳng giữa các cá nhân và những người nghiện trò chơi trực tuyến đặc biệt trả lời rằng họ hy vọng dùng máy tính để né tránh thực tế.